# Émeutes de 2024 au Royaume-Uni
Ne doit pas être confondu avec Émeute de Harehills en 2024.
 (août 2024).
Si vous disposez d'ouvrages ou d'articles de référence ou si vous connaissez des sites web de qualité traitant du thème abordé ici, merci de compléter l'article en donnant les références utiles à sa vérifiabilité et en les liant à la section « Notes et références ».
 (août 2024).
Les émeutes de 2024 au Royaume-Uni sont des émeutes déclenchées en juillet et août 2024 dans diverses régions du Royaume-Uni, notamment en Angleterre, par des manifestants d'extrême droite, en réaction à l'attaque au couteau à Southport, dans le Merseyside, le 29 juillet 2024. Elles sont impregnées d'un fort sentiment anti-immigration et islamophobe en raison des rumeurs selon lesquelles l'auteur de l'attaque était un musulman demandeur d'asile.
Il s'agit selon The Guardian et la BBC des pires émeutes dans le pays depuis celles de 2011.
Elles déclenchent de vifs débats au Royaume-Uni vis-à-vis des politiques migratoires ou des questions sécuritaires, culturelles, migratoires et raciales.
Le 5 août, la situation revient à la normale. Au 23 août, le bilan est d'au moins 1 100 arrestations et 200 condamnations, dont 177 avec exécution immédiate.

## Contexte

### Origine
Le 29 juillet 2024, quelques semaines après la victoire des travaillistes aux élections générales du 4 juillet et l'annonce de l'annulation du projet controversé d'expulsion des demandeurs d’asile au Rwanda par le nouveau Premier ministre Keir Starmer, une attaque au couteau a lieu lors d'un atelier de yoga et de danse pour enfants. Trois petites filles de six à neuf ans sont tuées et huit autres enfants sont blessés, dont cinq dans un état critique. Deux adultes présents à l'événement sont également grièvement blessés. L'agresseur est Axel Muganwa Rudakubana, un adolescent britannique né le 7 août 2006 à Cardiff, au pays de Galles, de parents rwandais. Il est décrit comme un jeune élève timide et sans histoires, enfant de chœur, pratiquant de karaté et de théâtre scolaire, enfant d'une famille chrétienne très impliquée dans l'Église locale. Ses motivations restent inconnues.

### Rumeurs
Peu après l'attaque, des spéculations erronées circulent en ligne au sujet de l'assaillant présumé. Des informations inexactes, y compris de fausses affirmations sur l'identité, la nationalité, la religion et le statut d'immigrant du suspect, sont diffusées sur les réseaux sociaux par des comptes d'extrême droite très en vue. La mésinformation ou désinformation selon laquelle l'agresseur s'appelait « Ali Al-Shakati » proviendrait du compte X d'un militant anti-confinements et gagne en audience lorsqu'elle est reprise par le site web Channel3Now (en). Andrew Tate publie également sur Twitter que l'agresseur était un « immigrant illégal », et l'ex-boxeur Anthony Fowler (en) déclare qu'il s'agissait d'un « gars de Syrie »,. Un groupe Telegram nouvellement créé sur le thème de Southport est inondé de fausses informations, y compris de la part du Front national britannique, avant d'être diffusé sur les plateformes des réseaux sociaux, ainsi que de désinformation diffusée sur les réseaux sociaux par le groupe néo-nazi British Movement.
La police de Merseyside tente d'étouffer les spéculations en confirmant que le nom qui circulait n'était pas lié à l'affaire et qu'il ne s'agissait pas du suspect, et il est rapporté plus tard que le suspect était né au Pays de Galles de parents rwandais et avait déménagé à Southport en 2013,. La diffusion de fausses informations est largement considérée comme la cause des émeutes,.

## Déroulement
Les émeutes débutent le 30 juillet lorsqu'une foule, dont la police pense qu'il s'agit de sympathisants de l'English Defence League, se rassemble devant la mosquée de Southport. Les manifestants croient à tort que le suspect de l'attaque au couteau est un immigré musulman, en raison d'informations erronées diffusées sur les réseaux sociaux. Ils attaquent les policiers, lancent des projectiles sur la mosquée et mettent le feu à un véhicule de police. L'émeute fait plus de cinquante blessés parmi les policiers, dont certains grièvement, trois chiens policiers sont blessés et de nombreuses arrestations ont lieu. Les troubles s'étendent à d'autres endroits d'Angleterre dans les jours qui suivent. Plus de 1 100 manifestants sont arrêtés  et des manifestations ont lieu à Manchester, Hartlepool et Aldershot. Le 2 août, des émeutes éclatent à Sunderland. Un poste de police est incendié, trois policiers sont blessés et plusieurs personnes sont arrêtées. Le 3 août, des manifestants d'extrême droite affrontent à nouveau la police en divers endroits, ainsi qu'à des contre-manifestants antiracistes. Des scènes de pogrom sont également observées, comme l'attaque d'un hôtel pour demandeurs d'asile.
Les émeutes sont décrites comme étant islamophobes,,, racistes,, anti-immigration,, et d'extrême droite. Le parti d'extrême droite Front national britannique et le groupe néonazi British Movement diffusent des informations erronées en ligne,, et des membres du groupe néonazi Patriotic Alternative participent et aident à organiser les émeutes de Southport,. Les actions ciblent d'abord à la communauté musulmane et indo-pakistanaise (attaque de mosquée et vandalisations de cimetières), accusée d'être responsable, avant que l'identité du tueur présumé, enfant de chœur en église, de famille chrétienne, ne soit révélée. Plus généralement, des émeutiers s'attaquent à toute personne de couleur dont plusieurs sont passées à tabac sans discernement, ou dont les maisons sont vandalisées par des jets de pavés dans les fenêtres.

### 30 juillet
Vers 20 h 5, des centaines de manifestants se sont rassemblés devant la mosquée de Southport en scandant « No surrender! » (« Pas de capitulation ! ») et « English till I die! » (« Anglais jusqu'à ce que je meurs ! »). Quelques minutes plus tard, les manifestants se heurtent à la police. Les manifestants se barricadent et crient le nom de « Tommy Robinson », un militant d'extrême droite qui a fondé l'EDL. Robinson avait été arrêté puis relâché deux jours auparavant, avant de fuir le pays, ne s'étant pas présenté à une audience de la Haute Cour à laquelle il avait été convoqué pour outrage présumé à magistrat .
À 20 h 37, des manifestants commencent à lancer des objets sur la mosquée et la police, blessant un agent. Un fourgon de police est incendié alors que la police déployait des fumigènes. La police de Merseyside a fait appel à des agents de la police du Grand Manchester, de la police du Cheshire, de la police du Lancashire et de la police du Nord du Pays de Galles. La police anti-émeute évacue la zone proche de la mosquée vers 21 h 14 et les manifestants commencent à se disperser peu après, à la tombée de la nuit. À 23 h 14, l'émeute est terminée.
La Merseyside Police Federation rapporte que plus de cinquante agents avaient été blessés lors de l'incident de Southport, le North West Ambulance Service indiquant que vingt-sept d'entre eux avaient été hospitalisés et que douze étaient sortis de l'hôpital sur place. La police de Merseyside a déclaré que huit agents avaient été gravement blessés et que trois chiens policiers avaient été blessés. Un homme de Standish a été arrêté, soupçonné d'être en possession d'une arme blanche. La police a mis en place une ordonnance de 24 heures au titre de l'article 60, donnant aux agents des pouvoirs supplémentaires en matière d'interpellation et de fouille, ainsi qu'une ordonnance au titre de l'article 34, permettant à la police d'éloigner de la zone les personnes qui se livrent à certaines activités. La police de Merseyside a déployé des agents supplémentaires après l'émeute, et les ambulances sont restées sur place.
Le lendemain, le groupe antifasciste Hope not Hate (en) a mis en garde contre la possibilité de nouvelles manifestations de groupes d'extrême droite dans plusieurs villes du pays. La police de Merseyside s'est fait l'écho de ces craintes.

### 31 juillet
À Londres, la police métropolitaine a établi des conditions d'ordre public pour une manifestation intitulée « Enough is Enough » (« Trop c'est trop »), le slogan de Patriotic Alternative, où des manifestants d'extrême droite se sont heurtés à la police près de Downing Street le 31 juillet. La police métropolitaine a déclaré que 111 personnes avaient été arrêtées pour des infractions telles que des agressions contre des agents, la possession de couteaux et d'armes offensives et des désordres violents.
Dans la soirée du 31 juillet, un groupe d'environ 40 manifestants s'est rassemblé à l'extérieur d'un Holiday Inn à Manchester, qui était censé héberger des demandeurs d'asile. Des chants ont été entendus, le groupe s'exclamant « Nous voulons retrouver notre pays », une expression associée aux groupes d'extrême droite au Royaume-Uni. Deux personnes ont été arrêtées.
Des manifestations ont également éclaté dans la ville de Hartlepool, dans le comté de Durham, le même soir. Des objets, dont des œufs et des bouteilles en verre, ont été lancés sur la police en réponse aux boucliers anti-émeutes de cette dernière. Plusieurs policiers ont été blessés et une voiture de police a été incendiée. Huit personnes ont été arrêtées.
Une manifestation a également eu lieu devant un hôtel hébergeant des migrants à Aldershot. Donna Jones, commissaire à la police et à la criminalité du Hampshire, a décrit un comportement de type « émeutier », et la police du Hampshire a fait état d'une foule de 200 personnes, une minorité lançant des objets et soumettant les gens à des insultes raciales.
L'organisateur d'une marche à Middlesbrough a été arrêté par la police de Cleveland, qui le soupçonnait de posséder une arme à feu dans l'intention de susciter la peur de la violence.

### 2 août
Dans la soirée du 2 août, des manifestants se sont rassemblés sur la place Keel (en) de Sunderland en vue d'une marche dans le centre-ville. Des policiers à cheval de la police de Northumbria ont participé à la manifestation, ainsi que des policiers en tenue anti-émeute. La police et les manifestants se sont affrontés devant une mosquée de St Mark's Road après que certains manifestants ont tenté de s'approcher du bâtiment. Les manifestants ont scandé « Sauvez nos enfants » et « Nous voulons retrouver notre pays », ainsi que des slogans de soutien à Tommy Robinson et des insultes islamophobes. Un taxi Uber a été incendié et des magasins pillés. Le poste de police de Sunderland Central a été incendié et les trains à destination de la gare de Sunderland (en) ont été annulés ou détournés vers St Peter's. Quatre officiers ont été hospitalisés et 12 personnes ont été arrêtées.
Une centaine de manifestants criant des slogans anti-immigrés se sont rassemblés à Liverpool le même soir.

### 3 août
Dans la nuit du 2 au 3 août, l'hôtel Britannia de Leeds, qui accueille 210 personnes (dont une majorité de réfugiés et de demandeurs d'asile), est visé par des jets de pierres endommageant ses fenêtres. À la suite de cet incident, la police est appelée sur place le 3 août et le gérant de l'hôtel ferme son établissement au public afin de protéger ses occupants,.
Le 3 août, de nombreux rassemblements et contre-manifestations d'extrême droite ont lieu en Angleterre. À Leeds, environ 150 manifestants scandent des slogans tels que « You're not English anymore » (Vous n'êtes plus anglais), tandis qu'environ 250 contre-manifestants ont scandé « Say it loud, say it clear, refugees are welcome here » (« Dites-le fort, dites-le clairement, les réfugiés sont les bienvenus ici »). À Manchester, cent cinquante manifestants participent à la manifestation « Enough is Enough », tandis que trois cent cinquante habitants se rendent à la contre-manifestation « Stop the Far Right ». À Nottingham, des affrontements sont signalés entre des groupes de manifestants opposés.
À Liverpool, deux groupes qui avaient participé à des manifestations séparées se rejoignent à Pier Head avant de se rendre à The Strand et Church Street (en). De nombreux magasins sont endommagés et pillés, une bibliothèque de Walton est incendiée et des poubelles sont mises à feu. Un policier est agressé après avoir été poussé de sa moto et un autre est frappé à la tête par une chaise alors que les manifestants lancent des bouteilles, des briques et une fusée éclairante sur les officiers. 23 personnes sont arrêtées dans le cadre de ces troubles et deux policiers sont hospitalisés pour une fracture de la mâchoire et une fracture du nez.
À Stoke-on-Trent, une marche d'extrême droite se heurte à des groupes locaux de contre-manifestation à l'extérieur d'une mosquée locale, et des missiles sont lancés sur la police anti-émeute. Trois agents sont blessés et dix personnes sont arrêtées.
À Manchester, des « échauffourées » avec la police donnent lieu à deux arrestations. Deux personnes sont arrêtées dans le centre-ville de Leicester et une manifestation sur The Headrow (en) à Leeds donne lieu à une arrestation.
Vingt arrestations ont eu lieu à Blackpool après que des troubles violents ont éclaté parmi près de mille manifestants, des bouteilles et d'autres projectiles ayant été lancés sur la police. Les participants au festival punk annuel Rebellion (en), qui se tient à proximité, ont formé une contre-manifestation antifasciste qui donne lieu à un affrontement au cours duquel des chaises, des bouteilles et des planches de bois sont lancées. La police a également signalé des « perturbations mineures » à Blackburn et Preston.
La police de Bristol procède à de nombreuses arrestations et ferme des routes après que des manifestants se sont rassemblés dans le parc du château, où ils se heurtent à des contre-manifestants qui étaient plus nombreux qu'eux. Les manifestants antiracistes quittent Castle Park et se joignent à d'autres devant l'hôtel Mercure après avoir reçu des informations selon lesquelles des manifestants d'extrême droite pourraient prendre cet endroit pour cible, car il hébergeait des demandeurs d'asile. Les manifestants antiracistes arrivent à l'hôtel peu avant le groupe d'extrême droite et la police. Les manifestants font face à des tentatives violentes de la part de l'extrême-droite pour forcer le passage à travers la ligne de protection et pénétrer dans l'hôtel. La police de l'Avon et du Somerset arrête quatorze personnes en relation avec les manifestations.
25 personnes ont été arrêtées à Hull, où des émeutiers attaquent la police avec des briques et des feux d'artifice, mettent le feu à des véhicules et pillent plusieurs magasins, dont un Shoe Zone (en) qui a été incendié, au cours de troubles qui ont fait 11 blessés parmi les policiers. Une vidéo a circulé sur Internet montrant une foule d'émeutiers encerclant et attaquant un homme asiatique dans sa voiture en prononçant le mot « tuer » tout en criant des insultes raciales. Un hôtel hébergeant des demandeurs d'asile est également attaqué, les émeutiers lançant des briques et brisant des vitres.
En dehors de l'Angleterre, des manifestations et des violences ont également eu lieu à Belfast, en Irlande du Nord. Des manifestants anti-immigration et anti-racisme s'affrontent devant l'hôtel de ville de Belfast et ont été séparés par la police anti-émeute. Un feu d'artifice est lancé en direction de la manifestation antiraciste. Les manifestants anti-immigration ont ensuite tenté de se rendre au Centre islamique de Belfast, mais ont été bloqués par la police. Au lieu de cela, ils ont attaqué plusieurs commerces appartenant à des immigrés sur Botanic Avenue. Les violences se sont poursuivies dans le quartier de Sandy Row (en) cette nuit-là, où un supermarché et un café appartenant à des immigrés ont été incendiés. Des voitures ont été brûlées et des projectiles ont été lancés sur la police, blessant trois agents. Quatre personnes ont été arrêtées pour ces violences.
Une femme est poignardée sur King Street à Stirling et le militant anti-islam Tommy Robinson a spéculé en ligne que l'agresseur était musulman. Police Scotland a publié une déclaration publique indiquant que l'agresseur était un homme blanc et qu'il avait été arrêté.
À Doncaster, une manifestation d'extrême droite prévue a été annulée après qu'une seule personne s'est présentée.

### 4 août
À Wath upon Dearne, dans l'arrondissement métropolitain de Rotherham, des manifestations ont été organisées par des manifestants anti-immigration et anti-racisme, les premiers étant plus nombreux que les seconds. Des émeutes ont éclaté devant un hôtel Holiday Inn Express qui avait hébergé des demandeurs d'asile. Des manifestants anti-immigration portant des masques ont jeté des objets sur le bâtiment, brisant un certain nombre de fenêtres et mettant le feu au bâtiment. On les a également entendus scander « Faites-les sortir » et « Yorkshire ». La police du South Yorkshire a indiqué que 51 agents, ainsi que des chiens de police et des chevaux, ont été blessés au cours des violences à Rotherham, où des blocs de béton, des chaises, des extincteurs et des branches d'arbre leur ont été lancés.
La police du Grand Manchester a émis un avis de dispersion en vertu de l'article 34 pour Bolton. Des manifestants d'extrême droite et des contre-manifestants antiracistes ont à nouveau manifesté mais furent séparés par la police.
À Middlesbrough, les émeutiers ont pris pour cible des maisons et des voitures dans un quartier résidentiel, brisant les vitres. Plusieurs voitures ont été incendiées et des poubelles en feu ont été poussées vers une ligne de policiers, qui ont également été visés par des missiles. Les fenêtres de l'Olympia Building de l'université de Teesside (en) ont été brisées, ainsi que celles de quelques maisons et voitures. La police de Cleveland a déclaré qu'un certain nombre de propriétés sur Parliament Road et le bâtiment de la Cour de la Couronne avaient subi d'importants dégâts, et 43 personnes ont été arrêtées en rapport avec les troubles.
D'autres émeutes ont eu lieu devant un deuxième hôtel Holiday Inn Express (en) à Tamworth, qui hébergeait des demandeurs d'asile. Des objets ont été lancés sur le bâtiment et sur les policiers, dont l'un a été blessé, des fenêtres ont été brisées et une partie du bâtiment a été incendiée. Trois chiens policiers ont été blessés, l'un d'eux ayant reçu une brique à la tête.
À Solihull, une grande manifestation anti-immigrés a eu lieu dans le centre-ville, ce qui a entraîné la fermeture du centre commercial Touchwood. Plus tard dans la soirée, la police des West Midlands a été appelée à Hermitage Road, où elle a dispersé deux groupes de personnes qui se trouvaient devant la mosquée The Hub. La police a déclaré qu'elle enquêtait pour savoir si l'un de ces groupes pouvait être lié à une manifestation contre le racisme qui avait eu lieu dans le centre-ville de Birmingham plus tôt dans la journée.
Des manifestations ont également eu lieu à Hull et à Weymouth, avec une contre-manifestation à cette dernière. À Lancaster, les vitres de deux commerces ont été brisées lors d'un affrontement entre manifestants d'extrême droite et antifascistes. À Sheffield, une manifestation a donné lieu à une arrestation pour trouble à l'ordre public et un manifestant d'extrême droite a été blessé après avoir été attaqué.
À Leeds, un hôtel pour demandeurs d’asile est la cible de nouvelles attaques après celle de la veille. Plus tôt dans la journée, Jordan Parlour, un habitant du quartier avait déclaré sur Facebook que « chaque homme et son chien devraient détruire l'hôtel Britannia »,.

### 5 août
À Leeds, Jordan Parlour, qui avait appelé la veille à détruire un hôtel pour demandeurs d'asile, est arrêté au domicile de sa petite amie et placé en garde à vue. Il y reste jusqu'à son procès.
À Birmingham, une équipe de Sky News a été suivie par un homme cagoulé brandissant un couteau qui a crevé le pneu de leur camionnette. Avant cela, la retransmission de Sky News a été interrompue par un petit groupe de manifestants, dont l'un a crié « Free Palestine » et « Fuck the EDL » (« Que l'EDL aille se faire voir »). Cela s'est produit après qu'un groupe se soit rassemblé autour d'une mosquée en prévision d'une manifestation d'extrême droite qui, selon les rumeurs, devait avoir lieu dans la région. Des personnes ont été observées en train de monter la garde autour du Centre islamique du village, tandis que les magasins voisins fermaient, qu'un hôpital renvoyait son personnel chez lui et que plusieurs cabinets médicaux fermaient également plus tôt en prévision d'éventuelles violences. Plusieurs véhicules proches du poste de police de Stechford (en) ont été attaqués au cours de la manifestation. Un homme seul à l'extérieur d'un pub à Yardley a également été attaqué par un groupe. Birmingham Live a rapporté que la vidéo de l'incident montre qu'il a commencé par des mots échangés avant qu'un membre du groupe ne commence à agresser l'homme. D'autres se joignent ensuite à lui, tandis que certains tentent de mettre fin à l'agression. Le lendemain, Becky Cotterill, correspondante de Sky News dans les Midlands, a posté sur X que le gérant du pub lui avait dit que l'homme avait incité ses agresseurs à utiliser un langage offensant lorsqu'ils passaient devant lui.
À Plymouth, de nombreux commerces ont fermé tôt, les lignes de bus ont été détournées et un spectacle au Theatre Royal (en) a été annulé car deux manifestations étaient prévues dans la ville. Le conseil municipal de Plymouth a conseillé aux habitants de rester à l'écart du centre-ville, la police du Devon et des Cornouailles ayant annoncé qu'elle y renforcerait sa présence. La police a bordé la Royal Parade alors que les deux groupes de manifestants — l'un antifasciste et l'autre d'extrême droite — s'affrontaient, se lançant des objets, notamment du verre et des pierres, une femme du côté antifasciste ayant été blessée par un objet lancé en l'air. Alors que les manifestations se poursuivaient dans la nuit, des bouteilles, des briques et des feux d'artifice ont été lancés et des arrestations ont eu lieu. Trois officiers de police ont été transportés hors des lieux après avoir été blessés, et un fourgon de police a été endommagé. Peu avant 22 heures, la police du Devon et des Cornouailles a indiqué que 150 agents avaient été déployés dans le centre-ville. La devanture d'un magasin TK Maxx (en) a été brisée et des pavés de briques ont été arrachés dans le centre-ville. Dans un communiqué, la police a révélé que six arrestations avaient été effectuées dans le cadre de ces troubles et que plusieurs agents avaient été blessés, ainsi que des membres du public, dont deux ont été hospitalisés.
En dehors de l'Angleterre, de nouvelles violences ont eu lieu dans le quartier de Sandy Row à Belfast, en Irlande du Nord. Un commerce a été pris pour cible une deuxième fois et des Land Rovers blindées de la police ont été attaquées à l'aide de bombes à essence et de briques. En réponse, la police a tiré deux balles en plastique sur les émeutiers. Un homme d'une cinquantaine d'années a été transporté à l'hôpital à la suite d'une grave agression au cours de laquelle ses agresseurs lui ont "tapé sur la tête" alors que d'autres membres du public tentaient de le protéger. La police considère cette agression comme un crime de haine à motivation raciale. L'assistante du chef de police Melanie Jones, du PSNI, a déclaré que des paramilitaires loyalistes étaient impliqués dans les violences.
Des briques ont été lancées sur des policiers à Darlington après que « deux grands groupes, essentiellement masculins », se sont rassemblés dans le quartier de North Lodge Park, qui se trouve à proximité d'une mosquée. Une arrestation a eu lieu.
Le 5 août, une liste d'au moins 39 spécialistes du droit de l'immigration, organisations de soutien à l'asile et services d'immigration en Angleterre, publiée à l'origine sur l'application de messagerie Telegram avec l'expression « plus d'immigration » et d'autres messages anti-migratoires et largement diffusée sur les médias sociaux, a identifié leurs adresses comme cibles de manifestations d'extrême droite au cours de la semaine à venir.

### 6 août
Une personne a été arrêtée et 37 ordres de dispersion ont été émis à Durham en raison de craintes de troubles potentiels, des informations faisant état de désordres planifiés ayant circulé en ligne. Toutefois, malgré ces informations, aucun incident n'a été signalé concernant des dommages criminels ou des troubles dans la ville.
Six personnes ont été arrêtées après de nouveaux troubles à Belfast le 6 août. Un garçon de 15 ans a été agressé dans un magasin oriental à l'ouest de Belfast. Une voiture détournée a été délibérément lancée contre une agence immobilière dans le quartier de Woodvale Road. Trois adolescents masqués ont été arrêtés dans le quartier de Shankill pour « suspicion de comportement émeutier ».

### 9 août
Jordan Parlour, qui avait appelé à détruire un hôtel de demandeurs d'asile sur Facebook, est condamné par la cour de la Couronne de Leeds à 20 mois de prison pour incitation à la haine raciale,. Il est la première personne poursuivie et condamnée à de la prison ferme pour des publications en ligne appelant aux émeutes depuis le début de ces dernières,. Plus tard dans la journée, Tyler Kay est condamné par la cour de la Couronne de Northampton à trois ans et deux mois d'emprisonnement pour des publications similaires.

## Participants

### Émeutiers
Les émeutiers sont décrits comme étant islamophobes,,, racistes,, opposés à l'immigration,, et d'extrême-droite. Sur les forums en ligne d'extrême droite à partir desquels les émeutes sont organisées, on retrouve également des messages appelant à des attaques antisémites.
Des membres du groupe néonazi Patriotic Alternative participent et aident à organiser les émeutes,. Depuis Chypre, Tommy Robinson, fondateur du groupe d'extrême droite English Defence League, publie sur X des posts provocateurs, qui sont visionnés cinquante millions de fois par jour sur les médias sociaux,. Selon la police, son groupe a également participé de manière directe aux émeutes.
Une chercheure spécialiste des médias sociaux remarque l'importance de la tranche d'âge des 40 à 65 ans parmi les manifestants, une tranche d'âge qui serait « invisibilisée » et moins sensibilisée à la désinformation en ligne.

### Contre-émeutiers
En réaction aux émeutes engendrés par des rassemblements d'extrême droite, des milliers de manifestants antiracistes descendent dans les rues un peu partout en Angleterre à partir du neuvième jour et dépassent en nombre les émeutiers. Munis de pancartes, ils forment des boucliers humains afin de protéger des centres d'accueil pour demandeurs d'asile. Parmi les contre-émeutiers, on compte le député français LFI Raphaël Arnault, cofondateur et ancien porte-parole du groupe antifasciste Jeune Garde,.
The Guardian rapporte qu'aucune violence physique n'a été rapportée entre les groupes d'émeutiers et de contre-émeutiers.
À Birmingham, le 5 août, à la suite de fausses rumeurs indiquant la venue d'émeutiers d'extrême-droite, des contre-manifestants musulmans faisant partie d'un groupe rassemblé pour protéger une mosquée occasionnent des violences dans le quartier de Bordesley Green : un homme est frappé devant un pub à coups de poing et de pied par des dizaines d'hommes, certains munis de drapeaux palestiniens et criant « Allahu akbar ». Les fenêtres du pub sont brisées et les clients se barricadent. Des témoins déclarent que la police n'est pas intervenue, malgré la présence d'un fourgon de police. D'autres incidents impliquant ces individus sont rapportés, notamment des attaques sur des voitures et contre un fourgon d'une équipe de Sky News présente sur place. Cinq hommes sont arrêtés le 9 août,,,.

### Police
Un grand nombre de membres des forces de l'ordre sont appelés face aux émeutes. Ainsi, le journal The Guardian recense 6 000 agents déployés le 7 août, soit le tiers du nombre de policiers d'Angleterre et du pays de Galles réunis.

## Procès
Le directeur des Poursuites publiques (en), Stephen Parkinson (en), mise sur « l'effet dissuasif d'une réponse rapide et ferme de l'application de la loi ». Sur les 54 premières condamnations, 47 adultes et 3 mineurs se voient infliger une peine de détention ferme, de deux ans en moyenne. Les sanctions sont particulièrement sévères pour les personnes n’ayant pas directement participé aux émeutes, mais qui ont incité à la violence sur les réseaux sociaux,.
Mi-août 2024, près de 70 peines ont déjà été prononcées, quasiment toutes de prison ferme : la presse énumère « 26 mois pour un homme qui avait jeté un aspirateur à travers une fenêtre, trois ans pour un autre qui s’était emparé de la matraque d’un policier », 16 mois de détention dans un établissement pour jeunes délinquants (en) pour Kieron Gatenby, un adolescent de 19 ans, qui avait « été filmé en train de jeter un œuf au cours des émeutes à Hartlepool »,.

## Réactions

### Sphère politique
Les émeutes sont largement critiquées par les personnalités politiques. Le Premier ministre britannique Keir Starmer, en poste depuis le 5 juillet précédent le début des émeutes, qualifie les émeutiers de « hordes maraudant dans les rues de Southport ». Il annonce souhaiter des sanctions rapides contre les manifestants coupables d'exactions et de dégradations. Le roi Charles III prend la parole le 9, il attribue les violences à « la délinquance d'un petit nombre » et appelle « au respect et à la compréhension mutuels ».
Sur son média social Truth, l'ancien président des États-Unis, Donald Trump, fait porter la responsabilité des émeutes à l'objectif de neutralité carbone totale du gouvernement britannique : « Les fous du zéro net détruisent actuellement l’économie de nombreux autres pays, y compris le Royaume-Uni. Leur politique radicale et autodestructrice a mené le Royaume-Uni à la pire croissance économique depuis 1780, ce qui provoque maintenant chaos économique, destruction, émeutes et mort dans les rues des villes britanniques. ».

### Sphère médiatique
En réponse à un post lié aux émeutes et blâmant les conséquences néfastes de l'immigration de masse, l'entrepreneur Elon Musk explique ainsi que « la guerre civile est inévitable ». Par ailleurs, en réaction aux tentatives de restriction faites par le gouvernement anglais contre des posts haineux sur les réseaux sociaux, il compare le Royaume-Uni avec l'Union des républiques socialistes soviétiques (URSS), et affirme que le gouvernement britannique réprime bien plus vigoureusement des manifestations de droite que de gauche,. D'après le magazine Fortune, Elon Musk considère les émeutes comme la conséquence du « virus woke » (« woke virus »), qui notamment favoriserait injustement les immigrés au détriment des peuples natifs.

### Analyse
Les journaux britanniques BBC et The Guardian affirment qu'un tel niveau de violence n'a été jamais revu depuis les émeutes de 2011, qui ont compté 10 000 participants et 5 morts.

### Traduction
- (en) Cet article est partiellement ou en totalité issu de l’article de Wikipédia en anglais intitulé « 2024 United Kingdom riots » (voir la liste des auteurs).